# Adrienne C. Moore
Pour les articles homonymes, voir Adrienne et Moore.
Adrienne C. Moore est une actrice américaine, née le 14 août 1980, dans le Tennesse.
Elle est révélée au grand public par son rôle de Cindy Hayes ("Black Cindy") dans la série Orange Is the New Black (2013-2019).

## Biographie

### Jeunesse et formation
Moore est né et a grandi à Nashville et en Géorgie. 

### Carrière

Logo original de la série télévisée Orange Is the New Black.

Elle a commencé sa carrière sur scène en apparaissant dans des productions Off-Broadway. 
À la télévision, elle décroche, dans un premier temps, des petits rôles dans des séries télévisées comme Blue Bloods et 30 Rock, avant de signer pour Orange Is the New Black ce qui la fait connaître au grand public.
Orange Is the New Black est l'une des deux premières séries produites par Netflix avec House of Cards, elle rencontre un succès important, elle est l'une des séries les plus plébiscitées par le public et la critique de ces dernières années. Elle a, par exemple, remporté des prix lors de la cérémonie des Screen Actors Guild Awards et lors des Emmy Awards (l'équivalent des Oscars pour la télévision). La série est considérée comme un show peu conventionnel qui libère les clichés sur les femmes et l'univers carcéral.
Initialement récurrente durant les deux premières saisons du show, Adrienne C. Moore est promue personnage principal à partir de la saison 3. Son interprétation lui permet de décrocher une citation pour l'Image Awards de la meilleure actrice de série télé comique dans un second rôle.
Elle profite alors de ce succès pour multiplier les apparitions dans d'autre séries télévisées telles que New York, unité spéciale, Unbreakable Kimmy Schmidt ou encore Homeland. Elle tourne aussi son premier long métrage pour le drame indépendant plébiscité par la critique The Lennon Report, sorti en 2016, aux côtés de Richard Kind et David Zayas.
En 2018, son interprétation lors de la saison 6 d'Orange Is the New Black est encore une fois saluée par la critique.  
L'année suivante, elle joue dans la comédie policière Shaft. Il s'agit du cinquième film mettant en vedette le personnage de John Shaft créé par Ernest Tidyman. La même année, sort la septième et dernière saison d'Orange Is the New Black qui connaît un large succès.

## Filmographie

### Cinéma
- 2008 : How We Got Over de Jai Anthony Lewis Husband : Zion (voix)
- 2016 : The Lennon Report de Jeremy Profe : Dr. Pamela Roberts
- 2019 : Shaft de Tim Story : Ms. Pepper
- 2024 : Juré n°2 (Juror No. 2) de Clint Eastwood : Yolanda

### Télévision
- 2012 : Blue Bloods : une infirmière (1 épisode)
- 2012 : 30 Rock : Shanice (2 épisodes)
- 2013 - 2019 : Orange Is the New Black : Cindy Hayes (récurrente, puis principale) (82 épisodes)
- 2015 : How We Do It (mini-série) : Monica
- 2015 : New York, unité spéciale : Cheryl McCrae (1 épisode)
- 2017 : Unbreakable Kimmy Schmidt : Cindy Hayes (1 épisode)
- 2017 : Last Week Tonight with John Oliver : Cindy Hayes (1 épisode)
- 2017 : Search Party : Nelda (1 épisode)
- 2018 : Homeland : Rhonda (1 épisode)
- 2025 : Poker Face : Saison 2 episode 6 "Sloppy Joseph"

## Distinctions

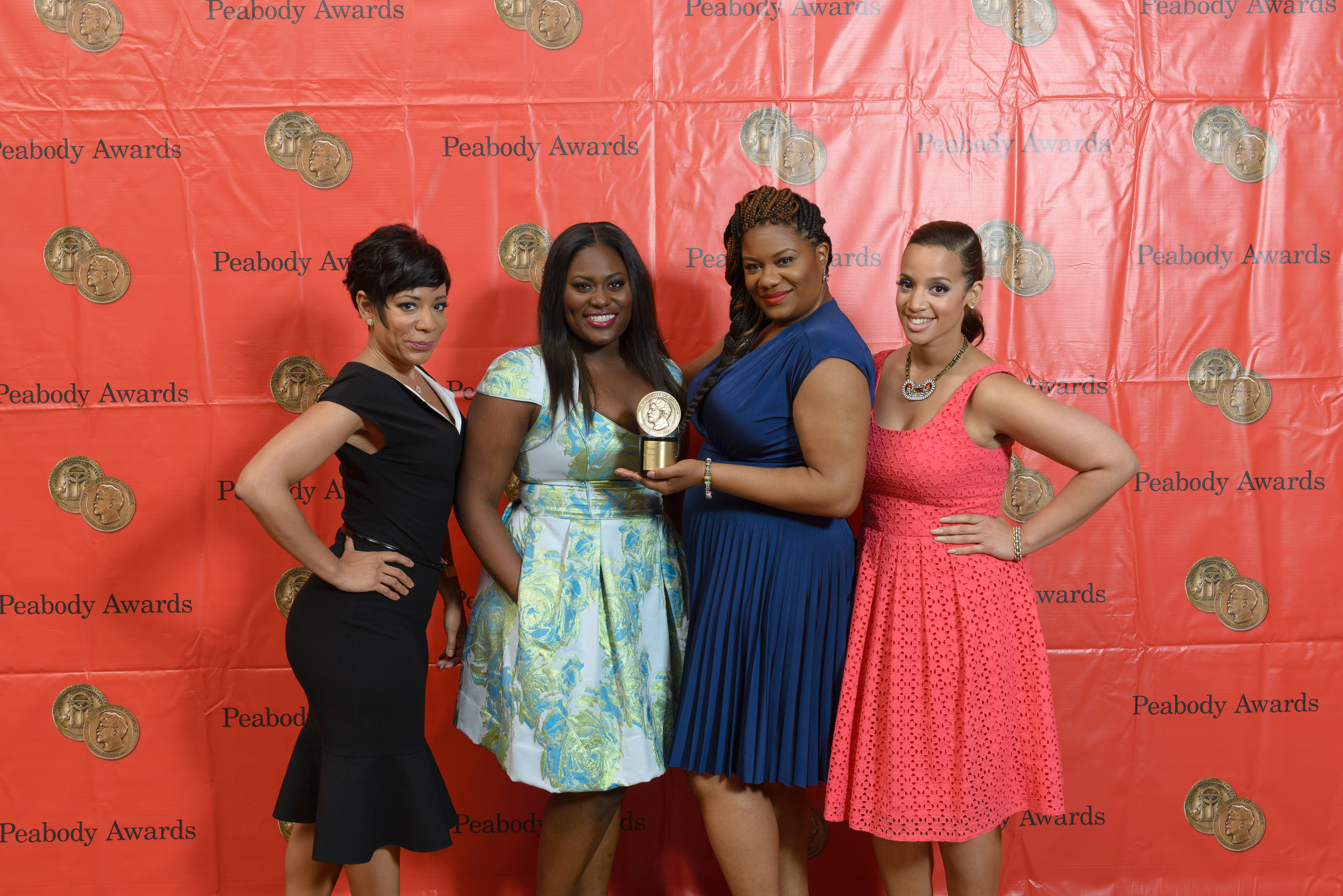
Lors des Peabody Awards 2014, pour Orange Is the New Black.

Sauf indication contraire ou complémentaire, les informations mentionnées dans cette section proviennent de la base de données IMDb.

### Récompenses
- 21e cérémonie des Screen Actors Guild Awards 2015 : meilleure distribution pour une série télévisée comique dans Orange Is the New Black
- 22e cérémonie des Screen Actors Guild Awards 2016 : meilleure distribution pour une série télévisée comique dans Orange Is the New Black
- 23e cérémonie des Screen Actors Guild Awards 2017 : meilleure distribution pour une série télévisée comique dans Orange Is the New Black

### Nominations
- NAACP Image Awards 2015 : meilleure actrice dans un second rôle dans une série télévisée comique pour Orange Is the New Black
- 24e cérémonie des Screen Actors Guild Awards 2018 : meilleure distribution pour une série télévisée comique dans Orange Is the New Black